# Шлитци
Шли́тци (10 сентября 1901, Бронкс, Нью-Йорк — 24 сентября 1971, Лос-Анджелес, Калифорния; настоящее имя, возможно, Саймон Мец, юридически Шлитци Сёртис) — американский артист уличных цирков и карнавалов, киноактёр, более всего известный благодаря исполнению роли в фильме 1932 года «Уродцы», имел многочисленные выступления в аттракционах известных цирков, в том числе цирка Барнума и Бейли.

## Биография
Настоящие имя, дата и место рождения Шлитци неизвестны. Обычно принято считать — во всяком случае, так указано в его свидетельстве о смерти и впоследствии на могиле, — что он родился 10 сентября 1901 года в Бронксе, Нью-Йорк, хотя в качестве возможной даты рождения указывался также 1892 год. Кроме того, некоторые источники утверждали, что он родился в Санта-Фе. Утверждения о том, что он родился на полуострове Юкатан, Мексика, являются ошибочными: это было частью «рекламы» его показов и выступлений, когда его представляли «последним из ацтеков».
Шлитци родился с микроцефалией — пороком развития, из-за которого обладал очень маленьким мозгом и черепом, был маленького роста (122 сантиметра), страдал близорукостью и средней или тяжёлой формой умственной отсталости. Считалось, что его интеллект находится на уровне развития трёхлетного ребёнка: он был не в состоянии полноценно заботиться о себе и мог произносить только отдельные слова и несколько очень простых фраз. При этом он, тем не менее, мог выполнять различные простые действия и, как считалось, был способен понимать большую часть того, что ему говорили, а также отличался быстрой реакцией и развитыми способностями к подражанию. Те, кто знал его, описывали Шлитци как милого, живого и общительного человека.
В соответствии с традиционной практикой тех времён можно предположить, что Шлитци был куплен или просто взят уличными циркачами у его биологических родителей, о которых не осталось никакой информации. Его опекуны были, как правило, его работодателями, иногда по закону, а иногда лишь де-факто. Ответственность за него переходила от одного человека к другому по мере перепродажи цирковых аттракционов, где он выступал.

## Карьера
В представлениях уличных цирков и шоу микроцефалов таких артистов как правило, представляли как «людей-булавочных головок» или «недостающие звенья эволюции», и Шлитци демонстрировался под такими именами, как «Последний из ацтеков», «девочка-обезьяна» или просто «Что это такое?», или выступал в паре с другими микроцефалами. Одним из примеров этого являлась его совместная демонстрация вместе с женщиной-микроцефалкой Ателией, когда они выставлялись как «Аврора и Наталья, сёстры-ацтеки». Это привело к предположению, что Ателия действительно была сестрой Шлитци, однако данное предположение ничем не подтверждается.
Шлитци был часто одет в цветную гавайскую одежду муу-муу и нередко представлялся в виде женщины или андрогина, чтобы добавить мистики к своему странному образу и поведению. Иногда его называли «он и она». В некоторых источниках указано, что выбор такой одежды для Шлитци был обусловлен тем, что он страдал недержанием мочи и был вынужден носить подгузники, а подобная одежда делала более лёгким уход за ним. Это, тем не менее, спорно, поскольку на большинстве сохранившихся фотографий видно, что под муу-муу у Шлитци надеты брюки, а те, кто его знал, никогда не говорили о том, что он страдал недержанием до старости.
Выступление Шлитци в уличных цирках имело большой успех, и на протяжении 1920-х — 1930-х годов он работал со многими цирками, включая цирк Барнума и Бейли, цирк Клайд Бетти, цирк Тома Микса и Crafts 20 Big Shows and Foley & Burke Carnival. В 1928 году Шлитци впервые снялся в кино — в фильме Sideshow, драме, сюжет которой разворачивался в цирке и в которой снимались многие артисты уличных представлений.

## «Уродцы» и дальнейшая карьера

Восковая фигура Шлитци

В 1932 году Шлитци получил свою наиболее известную роль — в фильме Тода Браунинга «Уродцы». Как и Sideshow, этот фильм рассказывал о бродячем цирке, а многие роли исполняли настоящие артисты уличных представлений, среди которых были сиамские близнецы Дейзи и Виолетта Хилтон и Принц Рандиан, «человек-гусеница». Двое других «булавочных головок» тоже были заняты в фильме, а Шлитци (в фильме представленный в женской роли) был занят в сцене с непонятным диалогом с актёром Уоллесом Фордом.
Появление артистов уличных представлений с физическими недостатками в фильме «Уродцы» после его выхода явилось причиной множественных споров, а сам фильм в итоге стал провальным с коммерческой точки зрения. Кроме того, на территории США он был запрещён на протяжении почти тридцати лет, и Браунинг после его выпуска безуспешно пытался найти работу. После этого фильма Шлитци, как считается, снялся ещё в нескольких небольших ролях в ряде фильмов, например, в эксплуатационном кино 1934 года «Дети завтрашнего дня», где исполнил небольшую роль психически неполноценного преступника, подвергаемого принудительной стерилизации. Ему также приписывают участие в фильме 1932 года «Остров потерянных душ», где он исполнил крошечную роль персонажа под названием «пушистое млекопитающее». Однако есть сомнения в том, действительно ли в этих двух фильмах играл Шлитци или же это был его двойник.
В 1935 году, когда Шлитци выступал в цирке Тома Микса, выступавший там же дрессировщик шимпанзе Джордж Сёртис начал заботиться о нём, став его законным опекуном. В 1941 году Шлитци в последний раз снялся в кино, сыграв роль Принцессы Биби, артистки уличного аттракциона, в фильме «Знакомьтесь: Бостонский Блэки».

## Госпитализация и последние годы
Под попечительством Сёртиса Шлитци продолжал выступать в карнавальных и балаганных постановках до смерти Сёртиса в 1965 году, когда дочь последнего, не имевшая отношения к шоу-бизнесу, определила его в окружную больницу Лос-Анджелеса.
Шлитци прожил в больнице некоторое время, пока не был узнан шпагоглотателем Биллом Унксом, который подрабатывал в больнице во время отсутствия гастролей и знал Шлитци. По словам Ункса, Шлитци очень страдал из-за того, что не может участвовать в представлениях, и нахождение вдали от публики делало его грустным и глубоко подавленным. В итоге больничные власти решили, что лучший уход Шлитци мог бы обеспечить тогдашний работодатель Ункса антрепренёр Сэм Александер, и вернули его в уличный цирк.
В последние годы жизни Шлитци жил в Лос-Анджелесе, периодически выступая в различных представлениях как на местном, так и на международном уровне: он часто выступал на Гавайях и в Лондоне, а его последнее крупное появление произошло в 1968 году с Добричским международным цирком в представлении, которое состоялось на Лос-Анджелесской спортивной арене. Шлитци также привлёк внимание, выступая перед людьми прямо на улицах Голливуда, а его опекуны в это время продавали его фотографии и различные связанные с ним предметы.
Шлитци умер 24 сентября 1971 года в возрасте примерно 70 лет от пневмонии. В его свидетельстве о смерти именем было указано «Шлитци Сёртис», а годом рождения — 1901. Первоначально он был похоронен в безымянной могиле на кладбище в Роуланд-Хейтс, Калифорния. Однако в 2009 году его поклонники инициировали успешную кампанию по сбору средств на установку на могиле надгробья с именем.